# Giuseppe Tesauro
Giuseppe Tesauro (Napoli, 15 novembre 1942 – Napoli, 6 luglio 2021) è stato un giurista italiano, giudice della corte costituzionale dal 2005 al 9 novembre 2014 e presidente della stessa dal 30 luglio 2014 al 9 novembre 2014. Dal 31 marzo 2016 al 25 giugno 2018 è stato presidente di Banca Carige.

## Biografia

### Carriera accademica
Figlio del costituzionalista Alfonso, Giuseppe Tesauro si è laureato in giurisprudenza all'Università di Napoli nel 1964 ed ha ricevuto il titolo di dottore honoris causa in giurisprudenza dell'Università Paris II Panthéon-Assas nel 2004. Ha altresì ricoperto il ruolo di assistente di diritto internazionale nell'ateneo partenopeo ed è stato incaricato di organizzazione internazionale alle università di Catania e di Messina tra il 1969 e il 1972. Nel 1982, Tesauro è nominato direttore dell'Istituto di diritto internazionale della facoltà di economia e commercio dell'Università "La Sapienza" di Roma; quivi ha svolto anche la funzione di direttore della scuola di specializzazione sulle Comunità europee dal 1984.

### Attività pubblica ed istituzionale
Avvocato cassazionista, ha esercitato la sua attività presso lo studio legale Carnelutti, uno dei più noti della capitale italiana.
Dal 1987 Tesauro è stato membro del Consiglio del contenzioso diplomatico della Farnesina. Nel settembre 1988, viene nominato avvocato generale presso la Corte di giustizia delle Comunità europee, subentrando nella sede lussemburghese ad un altro italiano, Federico Mancini, nominato in quell'occasione giudice.
Il 16 dicembre 1997 è scelto dai presidenti di Camera e Senato, Luciano Violante e Nicola Mancino, come Presidente dell'Autorità garante della concorrenza e del mercato per sette anni a decorrere dal primo gennaio 1998. Durante la sua gestione, l'Autorità di controllo sulla concorrenza ha conquistato una sempre maggiore autorevolezza sfidando monopoli e oligopoli consolidati e sollecitando liberalizzazioni nei settori protetti. Nei panni di presidente della predetta autorità, si è impegnato nella lotta ai cartelli tra imprese assicurative nonché tra le industrie del tabacco. Ha criticato la legge Gasparri sul sistema radiotelevisivo sostenendo che essa avrebbe apportato un vulnus al sistema concorrenziale.

### Attività giurisdizionale
Il 4 novembre 2005 è stato nominato alla Corte costituzionale dal presidente della Repubblica Carlo Azeglio Ciampi. Ha giurato il 9 novembre 2005. Il 30 luglio 2014 è stato eletto presidente della Corte costituzionale con 7 voti su 13 votanti ruolo ricoperto sino al 9 novembre 2014, giorno di scadenza dell'ufficio di giudice costituzionale.

### Attività manageriale
Dal 31 marzo 2016 al 25 giugno 2018 è stato presidente di Banca Carige, quando si dimette anche da consigliere di amministrazione ritenendo eccessive le spese sulle consulenze della banca. È stato inoltre dal 2019 membro del Consiglio di indirizzo della Fondazione del Teatro di San Carlo.

### Morte
Dopo una lunga malattia, è morto a Napoli il 6 luglio 2021, all'età di 78 anni.

## Vita privata
Era sposato dal 1967 con Paola Borrelli e aveva tre figli.

## Libri
- Diritto comunitario, Cedam, 2003;
- Sovranità degli stati e integrazione comunitaria, Edizioni scientifica, 2006;
- Diritto dell'Unione Europea, Cedam, 2010-12;
- Codice dell'Unione europea, Dike giuridica editore, 2011;
- La Ragionevolezza nella giurisprudenza comunitaria, Cedam, 2012;
- Patrizia De Pasquale e Fabio Ferraro (a cura di), Manuale di Diritto dell'Unione Europea, Napoli, Editoriale Scientifica, 2018, ISBN 978-88-9391-711-7.